# Bourg-Saint-Bernard
Bourg-Saint-Bernard är en kommun i departementet Haute-Garonne i regionen Occitanien i södra Frankrike. Kommunen ligger i kantonen Lanta som tillhör arrondissementet Toulouse. År 2022 hade Bourg-Saint-Bernard 1 109 invånare.

## Befolkningsutveckling
Antalet invånare i kommunen Bourg-Saint-Bernard
Referens:INSEE

## Minnesmärken

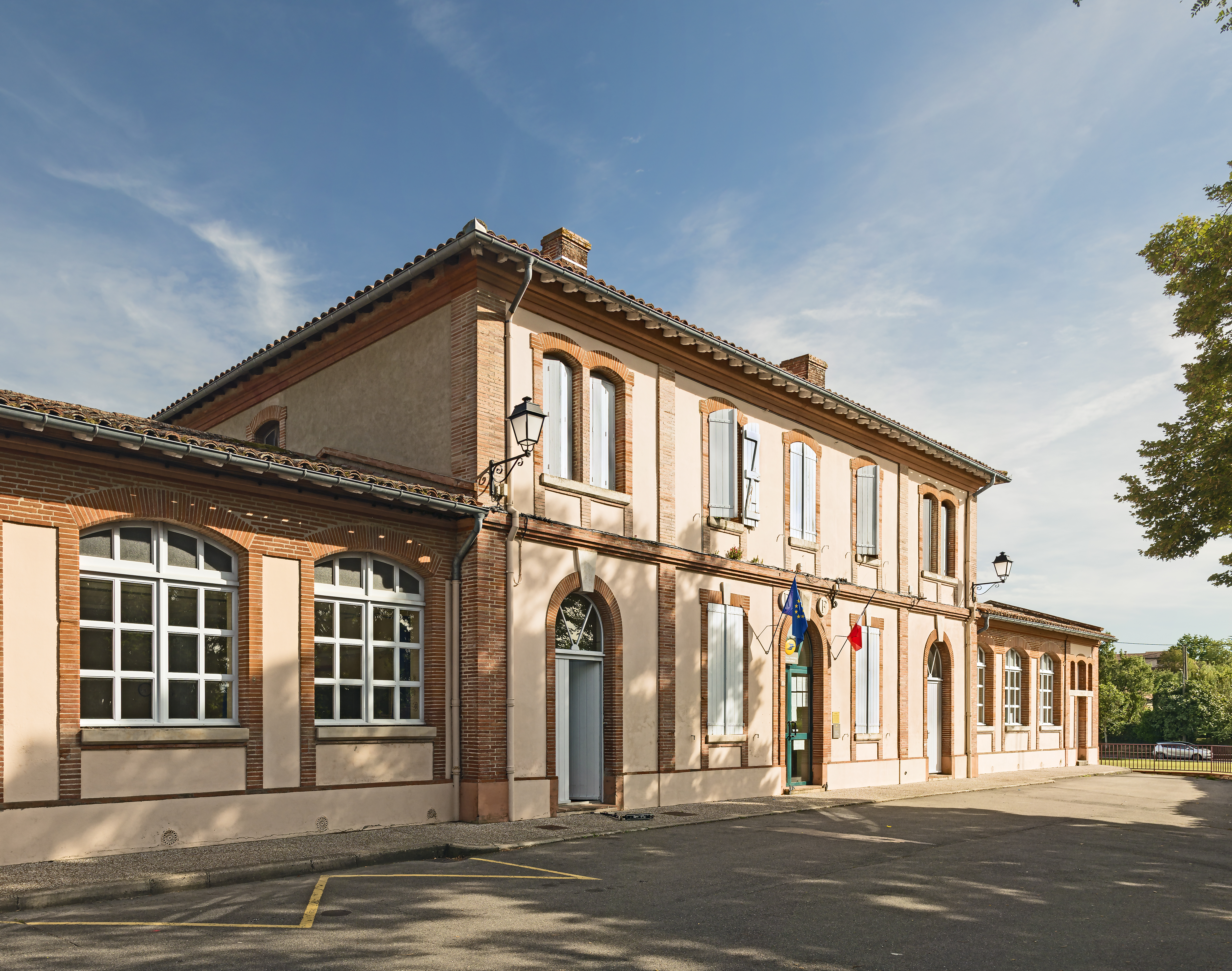
Stadshuset.
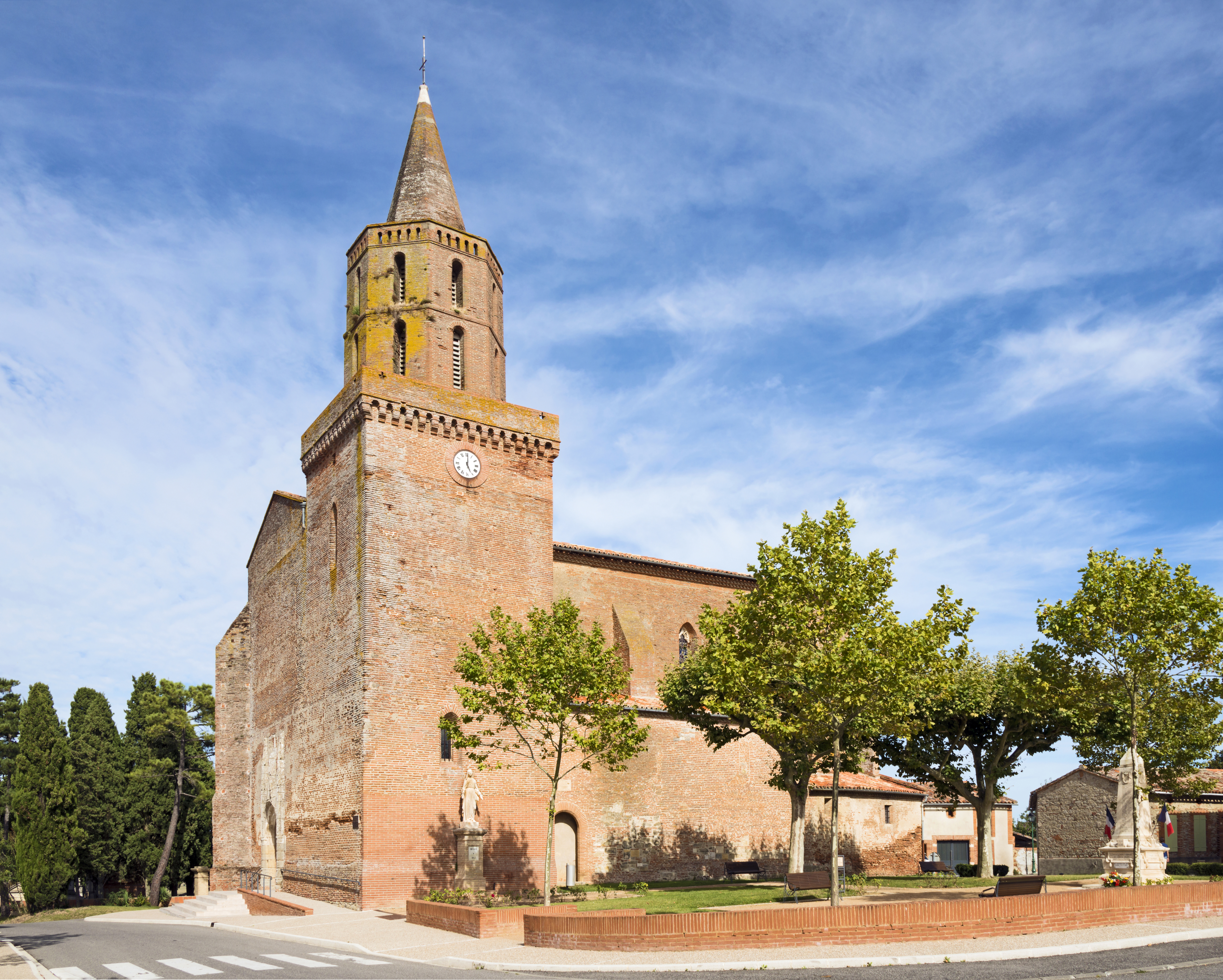
Kyrkan.
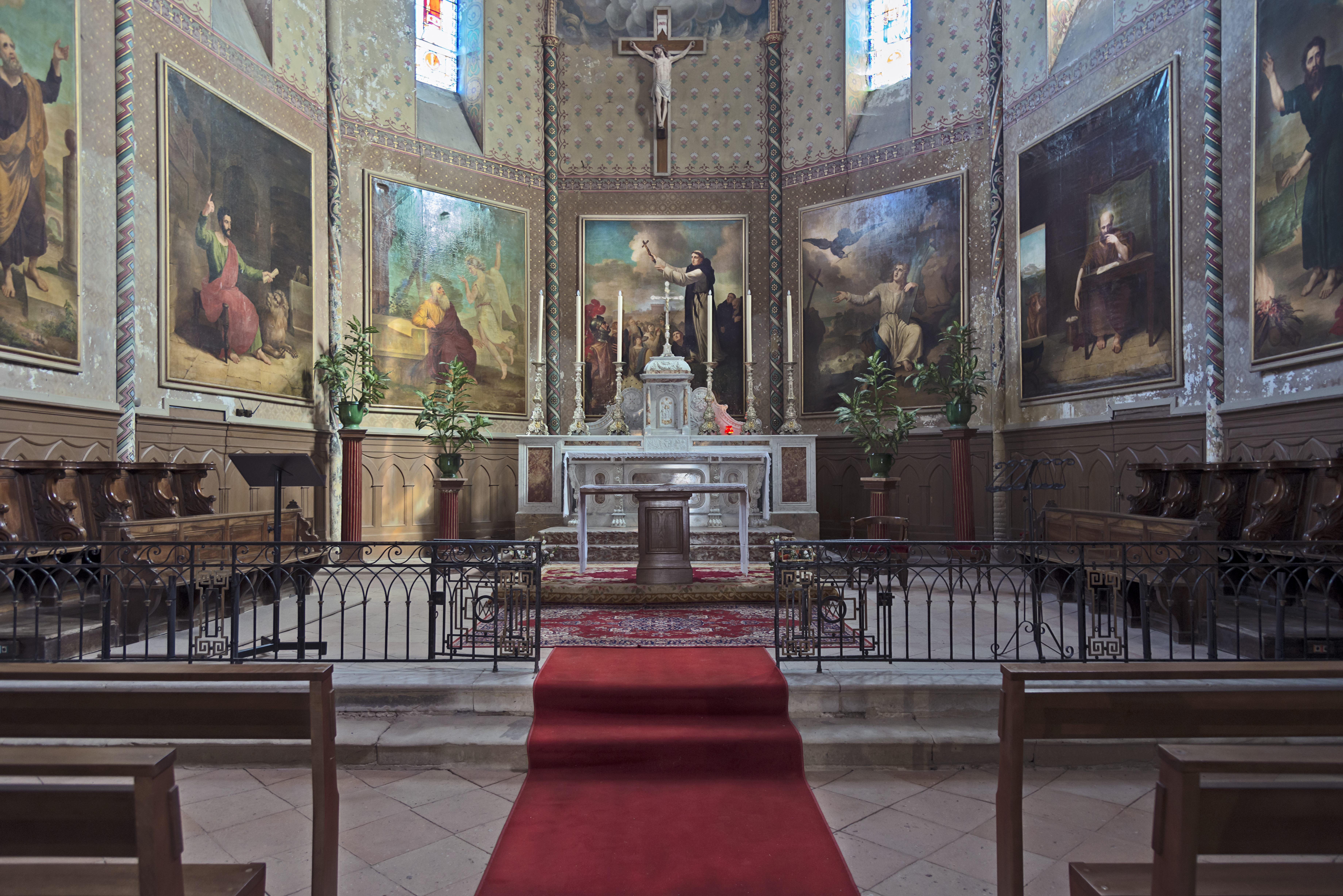
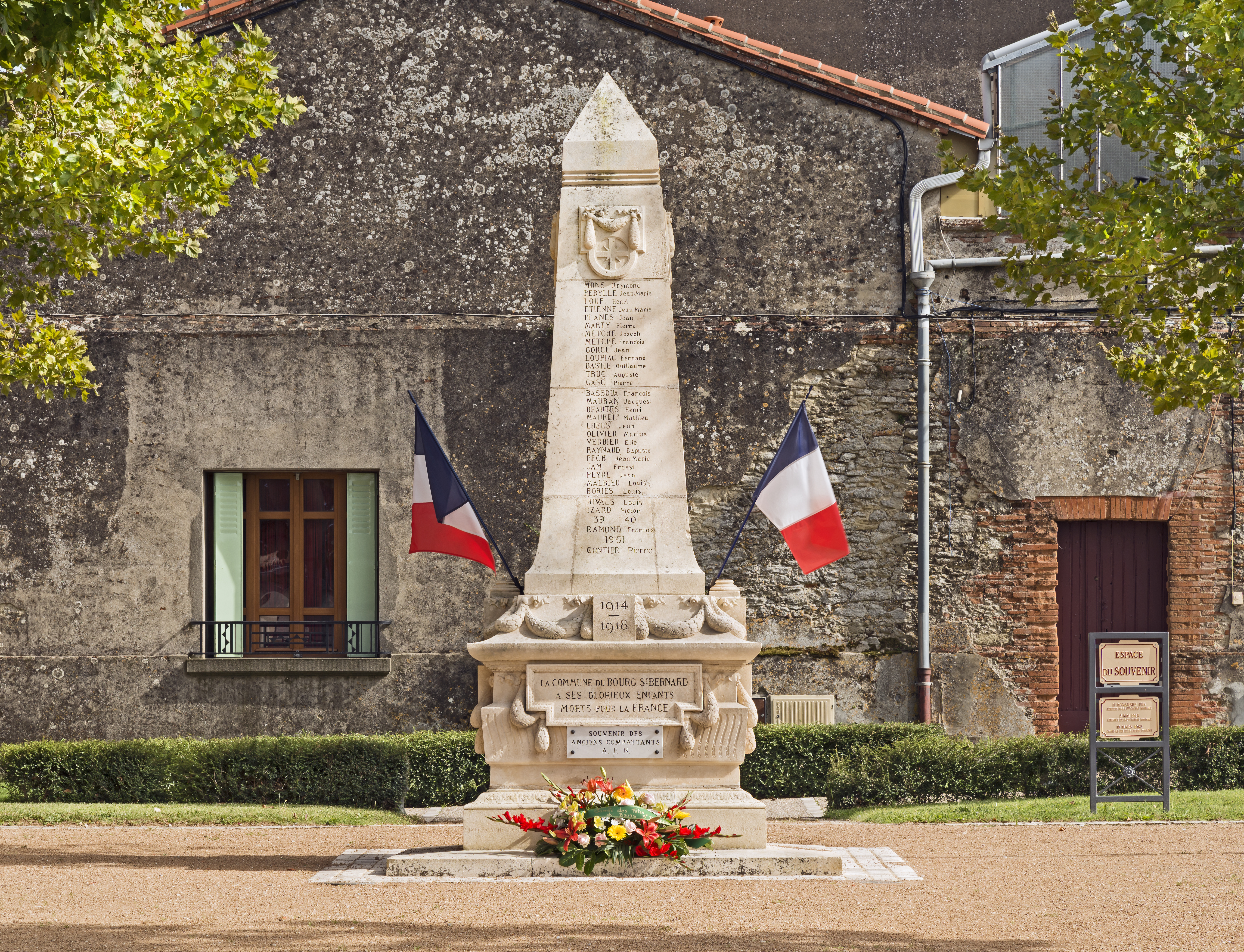